# Proboscidactyla menoni
Proboscidactyla menoni is een hydroïdpoliep uit de familie Proboscidactylidae. De poliep komt uit het geslacht Proboscidactyla. Proboscidactyla menoni werd in 1991 voor het eerst wetenschappelijk beschreven door Pagès, Bouillon & Gili. 